# La cosa da un altro mondo (racconto)
La "cosa" da un altro mondo (Who Goes There?), scritto anche La cosa di un altro mondo, La "cosa" di un altro mondo ed edito anche con il titolo Chi va là?, è un racconto lungo di fantascienza scritto da John W. Campbell Jr., pubblicato per la prima volta nell'agosto del 1938 sulla rivista Astounding Science-Fiction con lo pseudonimo di Don A. Stuart.
Nel 2018 è stato rinvenuto un manoscritto di Campbell contenente una versione precedente e ampliata del racconto, dal titolo Frozen Hell. L'autore aveva spedito una copia del romanzo e altri scritti all'università di Harvard, dove sono stati rinvenuti da Alec Nevala-Lee, che stava svolgendo ricerche per una biografia sullo scrittore. Dopo la scoperta Navala-Lee ha preso contatti con la casa editrice Wildside Press, che ha dato il via ad un finanziamento collettivo per pubblicare questa versione originale. La raccolta fondi ha ottenuto una cifra persino superiore all'obiettivo prefissato e nel 2019 Frozen Hell: The Book That Inspired The Thing è stato pubblicato. L'opera è stata tradotta in italiano e pubblicata nel 2022 con il titolo La cosa - Inferno di ghiaccio nella collana mensile Urania.

## Trama
Una spedizione scientifica in Antartide scopre una nave spaziale sepolta da 20 milioni di anni nel ghiaccio. Nel tentativo di liberarla gli esploratori accidentalmente la distruggono, ma, a breve distanza, rinvengono una creatura mostruosa e aliena in un blocco di ghiaccio, che portano alla loro base per studiarla.
L'extraterrestre al suo interno non è morto e una volta liberatosi dalla prigione di ghiaccio si rivela essere una creatura mutaforma, in grado di assumere l'aspetto, i ricordi e la personalità di ogni essere vivente che divora. L'alieno inizia a seminare morte e terrore all'interno della base, portando gli occupanti a uno stato di paranoia nel tentativo di capire chi è ancora umano.

## Personaggi

### Membri della spedizione
Anche se la spedizione di base al Big Magnet comprende trentasette membri solo diciassette sono citati nella storia. Entro la fine della storia quindici di loro vengono sostituiti da impostori alieni.
- Barclay: presente alla scavo alieno
- Benning
- Blair: il biologo, presente a scavo alieno
- (Bart) Caldwell
- Clark: l'addestratore dei cani da slitta
- Connant: il fisico, specialista dei raggi cosmici
- Dr. Copper: medico, presente a scavo alieno
- (Samuel) Dutton
- Garry: comandante della spedizione
- Harvey
- Kinner: cuoco
- McReady: secondo in comando, meteorologo, presente a scavo alieno
- (Vance) Norris: fisico
- Pomroy: livestock handler
- Ralsen: sledge keeper
- Van Wall: capo pilota, presente a scavo alieno
- Vane: fisico

### Personaggi non umani
- "La Cosa": l'antagonista - una malvagia creatura aliena mutaforma. La sua forma originale è descritta come un grande umanoide ricoperto da striscianti filamenti vermiformi simili a ciglia/capelli blu e con tre occhi rossi.
- Charnauk: un husky, primo ad essere apertamente attaccato dall'alieno
- Chinook e Jack: altri due cani da slitta

## Adattamenti

### Film
Nel 1951 i registi Christian Nyby e Howard Hawks hanno liberamente tratto dal racconto il film La cosa da un altro mondo (The Thing from Another World). Il film, interpretato da James Arness (nel ruolo della Cosa), Kenneth Tobey e Robert O. Cornthwaite, presenta però numerose differenze rispetto al racconto da cui è tratto.
Nel 1982 il regista John Carpenter ha realizzato un remake del film del 1951, intitolato La cosa (The Thing), più fedele al racconto di Campbell.
Il film La cosa (The Thing) del 2011, diretto dal regista semi esordiente Matthijis van Heijningen Jr., è un prequel ambientato tre giorni prima degli eventi del film di John Carpenter.

### Fumetti
Nel 1976 il racconto è stato pubblicato sotto forma di fumetto sul numero 1 del fumetto Starstream (sceneggiatura di Arnold Drake e disegni di Jack Abel).